# Battaglia di al-Walaja
La battaglia di al-Walaja (in arabo معركة الولجة‎?, Maʿrakat al-Walaǧa) è stato un fatto d'armi combattuto in Mesopotamia (Iraq) tra il 17 aprile e il 15 maggio 633 tra l'esercito califfale di Abū Bakr, al comando di Khālid b. al-Walīd, e quello persiano sasanide e dei suoi alleati arabi. In questa battaglia si dice che l'esercito persiano fosse almeno il triplo di quello musulmano.
Khālid sconfisse in modo decisivo il superiore esercito sasanide usando una variante tattica del "movimento a tenaglia" (o "aggiramento"), del tutto simile a quello usato da Annibale per sconfiggere l'esercito romano nella battaglia di Canne, anche se Khālid non poteva conoscere nulla di questo illustre precedente.

## Preliminari
Dopo la morte del profeta Maometto, il califfo Abū Bakr si trovò a fronteggiare la rivolta di numerose tribù beduine che intendevano recuperare la loro piena libertà d'azione e l'apostasia di altre tribù che s'erano precedentemente convertite all'Islam.
Il Califfo lanciò anche le prime operazioni militari contro i territori che un tempo erano stati governati dagli Arabi Lakhmidi e che erano stati infine sottoposti all'autorità di un marzbān (governatore persiano-sasanide) e contro quelli governati dagli Arabi Ghassanidi, alleati dei Bizantini.
I musulmani invasero l'Impero sasanide nell'aprile del 633 e sconfissero i suoi eserciti in due battaglie consecutive: la battaglia di Dhāt al-Salāsil (delle Catene) e quella del Fiume (battaglia di Madhār). Il piano di base di Khālid era quello d'infliggere le perdite più pesanti possibile ai Persiani, così da facilitare la conquista dell'antica capitale lakhmide di al-Hira.

## Concentrazione delle forze persiane
Dopo la battaglia del Fiume, l'esercito arabo-musulmano guidato da Khalid, ancora una volta puntò su al-Hīra, mentre la notizia della disfatta nella battaglia del Fiume raggiungeva Ctesifonte. I comandanti degli sconfitti eserciti persiani si dice fossero tra i più esperti e tra le personalità maggiormente in vista presso la corte sasanide.
Lo shahanshah Yazdegerd III ordinò la concentrazione di altri due eserciti e, a seguito di ciò. le forze persiane cominciarono a guadagnare la capitale imperiale. Giunsero da tutte le città e le guarnigioni, salvo quelle che presidiavano la frontiera occidentale con l'Impero bizantino. In pochi giorni il primo esercito divenne effettivo. La corte persiana attese che i musulmani raggiungessero il fiume Eufrate dal nord-ovest dell'Iraq, perché sapevano che la forza islamica non si sarebbe tenuta lontano dal deserto che essa conosceva assai bene e che sarebbe potuto tornare utile in caso di sconfitta, per ritirarvisi senza timore di esservi inseguita. In attesa che l'esercito musulmano si muovesse da occidente, Yazdegerd III scelse al-Walaja come posto per arrestare Khālid b. al-Walīd e distruggere le sue forze. Il primo dei due eserciti persiani levati a Ctesifonte fu posto sotto il comando di Andarzaghar, governatore della provincia del Khurasan. Andarzaghar ricevette gli ordini per far muovere il suo esercito su al-Walaja, dove egli sarebbe stato immediatamente raggiunto dal secondo esercito. Egli quindi lasciò Ctesifonte e si mise in marcia lungo la sponda orientale del fiume Tigri, lo attraversò a Kaskar, mosse verso sud-ovest verso l'Eufrate, presso al-Walaja, attraversò l'Eufrate e stabilì il proprio accampamento ad al-Walaja.
Nel suo tragitto verso al-Walaja, il generale persiano s'imbatté in migliaia di Arabi che volevano combattere sotto le sue insegne.  Egli aveva già incorporato tra i suoi soldati anche ciò che restava dell'esercito che aveva combattuto nelle battaglie di Dhat al-Salasil e del Fiume.  Quando giunse ad al-Walaja egli attese Bahman, che si sarebbe congiunto a lui entro pochi giorni. Bahman era il comandante del secondo esercito e una delle principali personalità della gerarchia militare persiana. Aveva ricevuto ordini dallo Shahanshah di condurre il secondo esercito ad al-Walaja, dove Andarzaghar lo avrebbe atteso. Il piano era che Bahman avrebbe dovuto assumere il comando dei due eserciti riuniti, per poi distruggere il sottodimensionato esercito del califfi al-Rashidun in una grande battaglia campale. Bahman si mosse percorrendo una strada diversa da quella di Andarzaghar.
Da Ctesifonte marciò verso sud, tenendosi tra i due fiumi, puntando direttamente verso al-Walaja, ma lasciò la capitale sasanide molti giorni dopo che il primo esercito s'era messo in marcia, provocando così un ritardo che si sarebbe rivelato esiziale.

## Preparazione dell'esercito musulmano
La battaglia del Fiume era stata un'importante vittoria per i musulmani. Mentre avevano subito perdite insignificanti, i musulmani erano stati in grado di sconfiggere invece un ampio esercito sasanide e di guadagnare un consistente bottino. Khālid aveva a quel punto organizzato un efficiente servizio di intelligence. I suoi agenti erano Arabi locali, ostili ai Persiani. Gli agenti informarono Khālid sulla concentrazione di nuovi eserciti persiani nell'area di al-Walaja e della loro forte consistenza numerica. Khālid voleva dirigersi su al-Hīra ma al-Walaja si trovava direttamente lungo quella strada.

Con uno schieramento di circa 15 000 uomini, Khālid partì in direzione di al-Hira, muovendo rapidamente lungo il bordo meridionale della grande marcita. Pochi giorni prima che Bahman giungesse, l'esercito di Khālid arrivò e si accampò a breve distanza da al-Walaja.

Un gran numero di persiani sasanidi che erano fuggiti dai primi scontri armati ripresero ancora le armi. I sopravvissuti della battaglia di Dhāt al-Salāsil si unirono a Qārin ibn Qaryānis e presero così parte alla battaglia del Fiume. I sopravvissuti di quella battaglia si unirono ad Andarzaghar e si accamparono anch'essi ad al-Walaja. I musulmani dovettero quindi affrontare due sfide, una strategica e una tattica:
1. La sfida strategica: Due eserciti persiani stavano per unirsi per opporsi al nemico musulmano.[6] Per risolvere questo problema, il comandante in capo musulmano, Khālid b. al-Walīd, decise di avanzare rapidamente, combattere ed eliminare uno dei due eserciti (quello di Andarzaghar) prima che si fondesse con l'altro (di Bahman).
2. La sfida tattica: Impedire ai guerrieri nemici di fuggire dal campo di battaglia per radunarsi più tardi e riprendere ancora il combattimento. Per realizzare ciò, Khālid aveva un piano ed era quello d'intrappolare e annichilire l'esercito persiano sul campo di battaglia.

Khālid dette istruzioni a Suwayd ibn Muqarrin di far incontrare i responsabili dell'amministrazione dei distretti già conquistati col suo staff di ufficiali, e dislocò distaccamenti che ponessero sotto controllo il basso corso del Tigri, impedendo qualsiasi suo attraversamento da nord a est e che lo informassero dell'arrivo da qualsiasi di queste direzioni di ogni tipo di forze fresche sasanidi.

## Dispiegamento delle truppe
Il campo di battaglia consisteva in una pianura piatta che si allungava tra due basse e piatte creste, separate da poco più di 3,5 km e che erano alte da 6 a 9 metri. La parte nordorientale della pianura proseguiva in un arido deserto. A breve distanza al di là dalla cresta nordorientale scorreva un ramo dell'Eufrate, allora noto come "fiume Khasif".
Nel maggio del 633 gli eserciti si dispiegarono per la battaglia, ognuno con un centro e due ali. Le ali dei musulmani erano comandate da ʿĀṣim ibn ʿAmr al-Usayyidī al-Tamīmī e ʿAdī b. Ḥātim al-Ṭāʾī.
Il comandante persiano Andarzaghar si posizionò al centro di questa pianura, col fronte rivolto a SE, con la cresta occidentale dietro a lui e con la sua ala sinistra che s'appoggiava alla cresta nordorientale. Khālid dispose anch'egli le sue forze di fronte all'esercito persiano. Il centro del campo di battaglia, cioè il punto mediano tra i due eserciti, era circa a3,5 km a SE dell'attuale ʿAyn al-Muhari, poco più di 61 km a SE dell'attuale città santa di Najaf a poco più di 10 km a SE dell'attuale al-Sinafiyya.
La cavalleria persiana era abbondantemente sovrastata da quella arabo-islamica. Era essenzialmente composta da cavalleria pesante e stazionava dietro le ali a guardia dei loro fianchi.

Khālid aveva 5 000 cavalieri e 10 000 fanti con lui. Sapendo che la sua cavalleria era numericamente superiore a quella persiana, operò la sua grande manovra tattica. Il suo piano era il totale accerchiamento dell'esercito persiano, sfruttando il maggior numero di cavalieri. Anziché lanciare la sua cavalleria sui fianchi del nemico, come aveva fatto Annibale nella battaglia di Canne e lui stesso a Dhāt al-Salāsil, Khālid sfruttò le caratteristiche del terreno e posizionò una parte della sua cavalleria dietro la cresta a occidente del campo di battaglia. Khālid divise la sua cavalleria in due parti di circa 2 000 uomini ognuna, inviandole dietro la cresta occidentale la notte prima della battaglia. I cavalieri ricevettero istruzioni di attaccare il retro dei Persiani al segnale impartito da lui stesso.

## La battaglia
Khālid fronteggiò i Persiani con quasi 5 000 cavalieri e 10 000 fanti. La cavalleria fu divisa in due parti di identica consistenza numerica e fu dispiegata sui fianchi dei guerrieri appiedati. La strategia del comandante militare persiano, Andarzaghar, era quella di restare sulla difensiva e di lasciare che fossero i musulmani a caricare per primi. Aveva pianificato infatti di resistere ai loro attacchi facendoli sfiancare, per poi lanciare un contrattacco per mettere in rotta l'esausto esercito arabo-musulmano.

La prima fase della battaglia si svolse secondo il piano di Andarzaghar. Khālid ordinò un attacco generale. L'esercito persiano-sasanide aveva riserve che impiegò per rimpiazzare gli uomini sulla prima linea del fronte, sottoposti al maggior impeto nemico, aiutandoli a bloccare la spinta musulmana. Durante questo tempo, si dice che Khālid avesse duellato con un campione persiano di stazza gigantesca, noto come Hazar Mard (Mille uomini) e lo avesse ucciso: fatto che ebbe un indubbio effetto psicologico positivo sui musulmani.
Esauritasi la prima fase, s'avviò la seconda col contrattacco sasanide. Accorgendosi forse di segni di fatica dei guerrieri musulmani, Andarzaghar giudicò che fosse giunto il momento per il suo contrattacco. Al suo comando i Sasanidi, sostenuti dalla cavalleria pesante catafratta sasanide, scatenarono un attacco generale su tutto il fronte.
I musulmani furono tuttavia capaci di resistere per qualche tempo, anche se i Persiani non smisero di premere contro di loro. Su ordine di Khālid, il centro dello schieramento musulmano cominciò ad arretrare lentamente e ordinatamente, mentre le ali avvolgevano l'esercito sasanide che si trovò di fatto accerchiato sui fianchi.
Quel finto "indebolimento del centro" e il successivo avvolgimento dei fianchi, erano stati adottati a suo tempo dallo stesso Khālid nel corso della battaglia di Ajnadayn, inconsapevolmente riproponendo la vittoriosa tattica che contro i Romani aveva applicato Annibale nel corso della battaglia di Canne.
A questo momento Khalid dette un segnale alla sua cavalleria ed essa caricò i persiani sul fianco destro e su quello sinistro. La cavalleria leggera musulmana poteva caricare a una notevole velocità ed ebbe per questo pieno successo nella sua azione, caratterizzata da spinta, arretramento e nuova spinta (tattica dell'al-karr wa l-farr). Questa mobilità le dette la vittoria e la cavalleria pesante sasanide andò in rotta. Gli Arabi aggredirono i fianchi e la retroguardia dell'esercito persiano e cominciarono ad accerchiarlo. Il corpo più consistente dell'esercito musulmano, direttamente comandato da Khalid ibn al-Walid, riprese l'attacco contro il fronte persiano, mentre contemporaneamente estendeva la propria linea per collegarsi alla sua cavalleria, sconfiggendo totalmente i Persiani. L'esercito di Andarzaghar cadde in trappola e non poté fuggire. Indietreggiando per gli assalti arabi che giungevano da ogni direzione, l'esercito sasanide si ammassò in maniera caotica, del tutto incapace di usare convenientemente le proprie armi. La battaglia si concluse con pesanti perdite inflitte ai Persiani. Nondimeno poche migliaia di soldati imperiali riuscirono a sganciarsi, senza Andarzaghar che era impossibilitato a farlo, ma si diressero verso il Deserto Arabico anziché dirigersi verso la regione dell'Eufrate, e si dice che morissero di conseguenza di sete.

## Conseguenze
Dopo l'annichilimento di un altro esercito sasanide e dei suoi alleati Arabi cristiani nella battaglia finale di Ullays, i musulmani conquistarono al-Hira, la capitale della Mesopotamia, a fine maggio del 633. In seguito vi fu la conquista di al-Anbar e il vittorioso assedio di ʿAyn al-Tamr. Con la caduta delle principali città  (eccezion fatta per Ctesifonte, il meridione e l'area centrale dell'Iraq caddero sotto il controllo islamico. Nel 634 Abū Bakr ordinò a Khalid ibn al-Walid di procedere verso la Siria con metà dei suoi effettivi, per realizzare l'invasione del territorio bizantino. Al-Muthanna ibn Haritha al-Shaybani fu scelto come successore in Mesopotamia di Khalid. I Persiani, sotto il loro nuovo Shahanshah, Yazdegerd III, levarono nuovi eserciti e sconfissero i musulmani nella battaglia del Ponte, recuperando una parte del territorio precedentemente perduto in Iraq. La seconda invasione dell'Iraq fu intrapresa da Saʿd b. Abī Waqqāṣ che, dopo aver sbaragliato le forze sasanidi nella battaglia di Qādisiyya nel 636, conquistarono Ctesifonte nella primavera del 637. Dopo la battaglia di Nihawand nel 641 un'invasione su larga scala dell'Impero persiano fu attuata dal califfo ʿUmar.